# Horní Pěna
Horní Pěna (deutsch Oberbaumgarten) ist eine Gemeinde in Tschechien. Sie liegt fünf Kilometer südöstlich von Jindřichův Hradec (Neuhaus) und gehört zum Okres Jindřichův Hradec. Der Ort ist als ein doppelzeiliges Reihendorf angelegt. Er hat ca. 590 Einwohner.

## Geographie

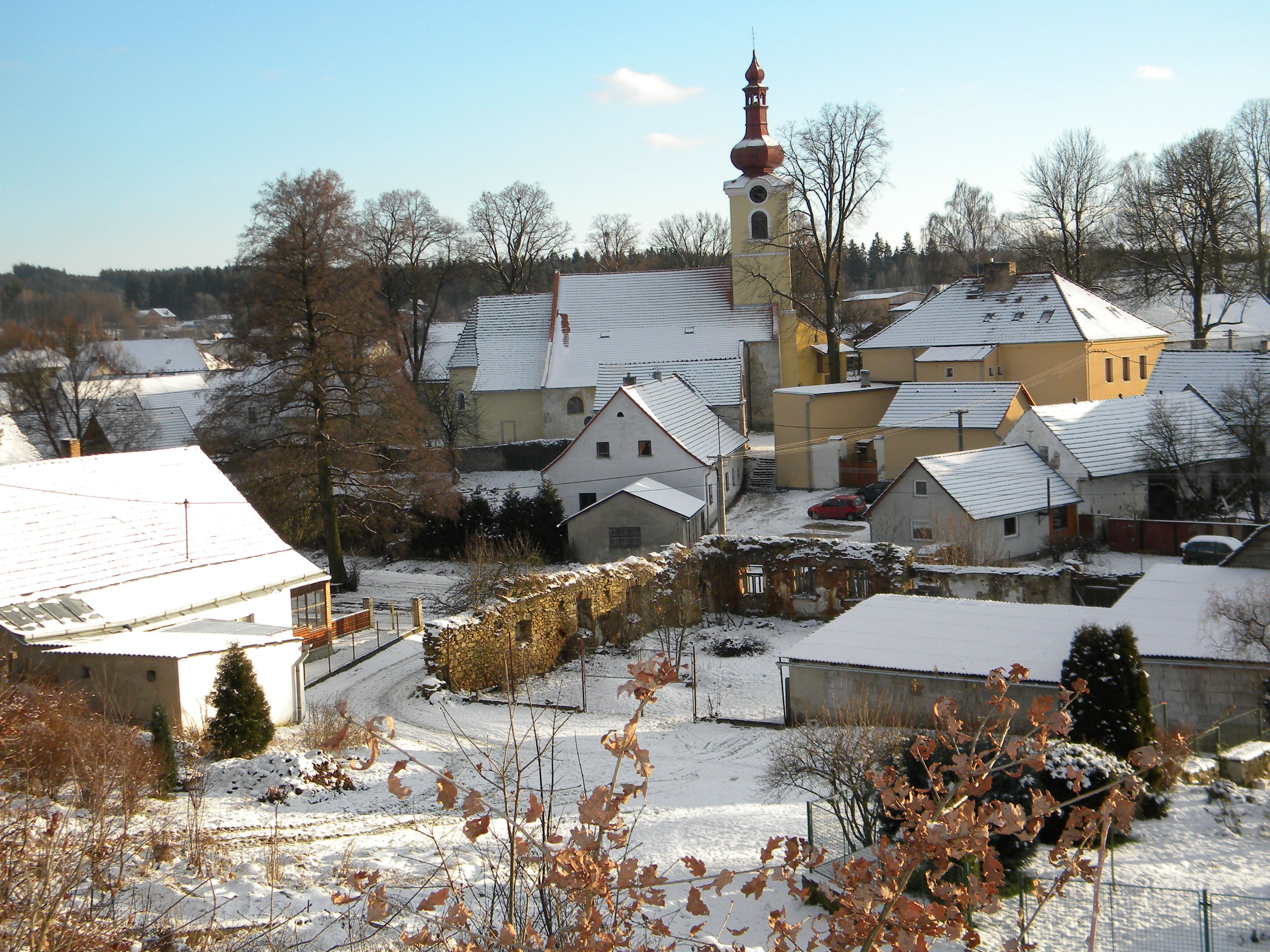
Horní Pěna mit Pfarrkirche St. Michael

Das Straßendorf Horní Pěna erstreckt sich am Fuße der Javořická vrchovina entlang des Pěněnský potok, der oberhalb des Ortes im Pěněnský rybník (Holzwehrteich) gestaut wird. Daneben befinden sich in der Umgebung von Horní Pěna noch weitere kleinere Fischteiche. Südlich erheben sich der Hejlíček (558 m) und der Řasy (642 m).
Nachbarorte sind Otín im Norden, Hrutkov im Nordosten, Kačlehy im Osten, Kunějovské Samoty im Südosten, Bílá und Nová Ves  im Süden, Malíkov nad Nežárkou im Südwesten, Dolní Žďár und Dolní Pěna im Westen sowie Jindřichův Hradec im Nordwesten.

## Geschichte
Erstmals urkundlich erwähnt wurde das zwischen dem 13. und 14. Jahrhundert bei der Kolonisation der Gegend um Neuhaus gegründete Dorf Pěna im Jahre 1359. Die bis 1945 gesprochene Ui-Mundart (nordbairisch) mit ihren speziellen bairischen Kennwörtern weist auf eine Besiedlung durch bairische deutsche Stämme aus dem oberpfälzischen Raum hin. Im Laufe der Jahrhunderte änderte sich die Schreibweise des Ortes zu „Pyenna“ (1369), „Pomerium alias Pyenna“ (1385) und nach der Trennung der Ortsteile zu „Oberbaumgarten“ (1654). Ein neuer Holzwehrteich wird im Jahre 1437 gebaut, womit die häufigen Überschwemmungen des Gemeindegebietes aufhörten. 1596 erreichten die Jesuiten, die möglichen evangelischen Tendenzen vorbeugen wollten, dass das Abendmahl in beiderlei Gestalt (Brot und Wein) abgeschafft wurde.
Die Matriken werden seit 1610 geführt. 1658 verlieh Adam Paul Graf Slawata der Gemeinde das „Paumgartner Gericht“. 1748 ersuchte Oberbaumgarten, gemeinsam mit anderen Gemeinden, um die Erbauung einer Schule. 1754 wurde die Schule eröffnet. Der Unterricht wurde durch Naturalien der Bauern vergütet. Um vor möglichen Missernten besser geschützt zu sein, werden im Jahre 1785 Schüttkästen errichtet.
Um 1816 begann der Bau der Reichsstraße durch Oberbaumgarten, im Jahre 1936 wurde sie asphaltiert.
Bis zur Aufhebung der Patrimonialherrschaften im Jahre 1848 gehörte Oberbaumgarten zum Fideikommiss der Herrschaft Neuhaus. Besitzer waren die Herren von Neuhaus, die nach ihren Aussterben im Mannesstamme von den Slawata und diese wiederum von den Czernin von Chudenitz beerbt wurden. Die Kirche St. Michael war Pfarrkirche für die umliegenden Dörfer. Damit genügend Geld für eine Vorschusskasse vorhanden war, wurden im Jahre 1864 die Vorräte des Schüttkasten verkauft. 11 Jahre später wurde der leere Schüttkasten versteigert. Eine Freiwillige Feuerwehr wurde im Jahre 1876 gegründet. 1897 verursachte ein Orkan bedeutenden Schaden in der Gemeinde. Der alte Schüttkasten wurde umgebaut und für Wohnzwecke verwendet. Große Teile der Oberbaumgartner lebten von der Forst-, Vieh- und Landwirtschaft, wobei der Weinbau aufgrund des ungünstigen Klimas und der Bodenbeschaffenheit keine Rolle spielte. Angebaut wurden neben verschiedenen Getreidesorten auch Kartoffeln und Obst. Ebenso gab es neben dem üblichen Kleingewerbe eine Mühle, eine Dampfmolkerei und eine Spar- und Darlehenskassa. Die Molkerei in Oberbaumgarten war die erste Molkerei in Südböhmen und wurde täglich mit 22.000 Litern Milch beliefert.
Nach dem Ersten Weltkrieg kam der zuvor zu Österreich-Ungarn gehörende Ort, der 1910 zu 98,2 % von Deutschmährern bewohnt wurde, durch den Vertrag von Saint-Germain zur Tschechoslowakei. In der Zwischenkriegszeit verstärkten die Bodenreform 1919 und die Sprachenverordnung 1926 die Ansiedlung von Tschechen die wachsenden Autonomiebestrebungen der Deutschen und führten zu Spannungen innerhalb des Landes. 1938 kam der Ort infolge des Münchner Abkommens an das Deutsche Reich und wurde ein Teil des Reichsgaus Niederdonau.
Nach dem Ende des Zweiten Weltkrieges, der 21 Opfer unter den Ortsbewohnern von Oberbaumgarten forderte, kam die Gemeinde wieder zur Tschechoslowakischen Republik zurück. Am 30. Mai 1945 wurde Oberbaumgarten zeitgleich mit den umliegenden Orten von Tschechen besetzt. Sie nahmen fünf Männer als Geiseln und vertrieben anschließend die Ortsbevölkerung und zuletzt die Geiseln über die Grenze nach Österreich; dabei wurde der Lehrer erschossen. Fünf Männer, die bereits in Österreich waren, wurden durch Tschechen wieder zurück nach Neuhaus gebracht und dort misshandelt. Dabei kamen drei Männer zu Tode. Die in Österreich befindlichen Ortsbewohner wurden bis auf zwölf Familien in Übereinstimmung mit den ursprünglichen Überführungs-Zielen des Potsdamer Kommuniqués nach Deutschland weiter transferiert. Acht Personen wanderten in die USA, vier nach Australien, zwei nach Taiwan und eine nach Kanada aus. Anschließend wurde der Ort neu besiedelt.
Zum 1. Jänner 1961 erfolgte die Eingemeindung von Malíkov nad Nežárkou und Dolní Pěna (Niederbaumgarten). Der Pěněnský rybník wird seit den 1920er Jahren zu Erholungszwecken genutzt, am bewaldeten Ostufer liegt eine Ferienhüttenkolonie.

## Siegel und Wappen
1658 besaß die Ortschaft ein Gemeindesiegel. Es zeigt einen auf einen Rasenstück aufrecht stehenden Bär, der in seinen Vorderpranken ein Schild hält. Auf diesen sind 3 Balken zu erkennen. Es handelt sich um das Stammwappen der damaligen Herrschaftsinhaber, der Grafen Slawata von Chlum und Koschumberg. Auch nach dem Übergang der Herrschaft Neuhaus auf den Grafen Czernin blieb das Siegel gleich. Ab dem Jahre 1848 ist das Siegel spiegelverkehrt. Ob dies ein Fehler des Siegelstechers oder beabsichtigt war, ist heute nicht mehr ersichtlich.
Um das Jahr 1900 erhielt die Gemeinde ein neues Siegel. Es zeigte den Patron der Pfarrkirche, den Erzengel Michael im Kampf mit dem Satan. Dieses Siegel wurde bis zum Jahr 1918 verwendet. Nach 1918 wurde ein zweisprachiger Gemeindestempel eingeführt.

## Bevölkerungsentwicklung
| Volkszählung | Einwohner gesamt | Volkszugehörigkeit der Einwohner | Volkszugehörigkeit der Einwohner | Volkszugehörigkeit der Einwohner |
| Jahr         | Einwohner gesamt | Deutsche                         | Tschechen                        | Andere                           |
| ------------ | ---------------- | -------------------------------- | -------------------------------- | -------------------------------- |
| 1880         | 533              | 533                              | 0                                | 0                                |
| 1890         | 485              | 485                              | 0                                | 0                                |
| 1900         | 457              | 457                              | 0                                | 0                                |
| 1910         | 461              | 453                              | 8                                | 0                                |
| 1921         | 452              | 392                              | 25                               | 8                                |
| 1930         | 409              | 356                              | 52                               | 1                                |

## Gemeindegliederung
Die Gemeinde Horní Pěna besteht aus den Ortsteilen Horní Pěna (Oberbaumgarten) und Malíkov nad Nežárkou (bis 1947: Německý Malíkov, deutsch: Deutsch Moliken), die zugleich auch Katastralbezirke bilden.

## Sehenswürdigkeiten
- Pfarrkirche St. Michael, vom gotischen Bau des 14. Jahrhunderts noch der Kreuzrippenchor und -sakristei, Orgelempore vom 15. Jahrhundert mit Netzrippengewölbe; Umbau 1773, Anbau Seitenschiff, neben Hauptaltar Seitenaltäre des hl. Wenzel und Veit, neuer Altar (1894), Kanzel von 1759 und Orgel von 1734
- Pfarrhaus
- Pestsäule (Mariensäule) auf dem Dorfplatz (1720)
- Kapelle Maria Verkündigung in Malíkov nad Nežárkou
- Friedhof um die Kirche, zweiter an der Gatterschlager Straße 1775–1806, wegen steigenden Grundwassers aufgegeben, dritter Friedhof 1881 mit Friedhofskapelle (Renovierung des Friedhofskreuzes durch Spenden von Vertriebenen im Jahre 1994)
- Statue des hl. Johannes von Nepomuk
- zwei Steinkreuze bei der Kirche
- Proisl Kreuz (Renovierung des Kreuzes durch Hans Proisl im Jahr 1996/97)
- Czerny-Kreuz Richtung Gatterschlag
- Schirmer-Kreuz an der Straßengabelung
- Schulhaus (1754), Neubau (1855), für Ober- und Niederbaumgarten, 1879 bis 1926 dreiklassig, danach zweiklassig
- Kriegerdenkmal (1930)
- Postamt (1895), Neubau (1912)[14]

## Brauchtum
Reiches Brauchtum bestimmte den Jahresablauf der deutschen Ortsbewohner:
- An den Bitttagen – die letzten drei Tagen vor Christi Himmelfahrt – führen Prozessionen durch die Fluren und zu den Feldkreuzen. Bei jedem Umgang wird vor vier Stationen (Kreuz, Bild, Marterl und Kapelle) Andacht gehalten.
- Für das Fronleichnamsfest werden am Vortag der zukünftige Prozessionsweg und der Platz der Altäre geschmückt. Die Kinder pflücken Blumen in den Gärten und Wiesen. Die abendlichen Glocken künden das Fest. Im Morgengrauen werden die vier Altäre aufgestellt. Bei der festlichen Prozession sind die Mädchen weiß gekleidet und haben ein „Kranzel“ im Haar.

## Sagen
- Die Sage von den Schocha-Weibln[15]

## Persönlichkeiten
- Johann Friedl (1812–1886), Architekt
- Martin Soukup (1853–1934), Politiker
- Franz Riebel (1857–1951), Professor an der Hochschule für Bodenkultur und Buchautor
- Walter Glaser (1906–1960), Physiker
- Wulf Oesterreicher (1942–2015), Romanist